# NGC 5067
NGC 5067 é uma estrela dupla na direção da constelação de Virgo. O objeto foi descoberto pelo astrônomo Albert Marth em 1864, usando um telescópio refletor com abertura de 48 polegadas. 